# Дружинин, Павел Давидович
Па́вел Дави́дович (Давыдович) Дружи́нин (1890, Тезиково, Пензенская губерния — 1965) — русский крестьянский поэт, литератор, автор воспоминаний о встречах с Сергеем Есениным.

## Биография
Павел Давидович Дружинин родился в крестьянской семье в селе Тезиково Наровчатского уезда Пензенской губернии. Отец Павла, «самоучкой» выучившись писать, был писарем в селе, мать Павла писать и читать не умела. Семья Дружининых жила бедно. Окончил 3 класса сельской школы. В 18 лет Павел Дружинин уехал в Москву и стал работать сначала дворником, а потом рабочим на кожевенном заводе.
В Москве Павел Дружинин стал пробовать писать. Первое его сочинение «Сочинение из деревенской жизни» было ему возвращено из издательства «Посредник» с резолюцией «Не подходит». В дальнейшем Павел Дружинин стал писать стихи, подражая творчеству русского поэта Алексея Кольцова. Его первое подобное стихотворение «К ней», представляющее переработанную частушку, было опубликовано в еженедельной газете Суриковского литературного кружка «Доля бедняка».
В дальнейшем Павел Дружинин был призван в армию. После революции П. Дружинин проходил службу на Восточном фронте. В это время в армейской газете публиковались написанные им фельетоны. В 1920 году он был переведен на службу в Ташкент. В Ташкенте он издал свою первую книгу стихов, которая называлась «Песни самоучки». В мае 1921 года Павел Дружинин познакомился в Ташкенте с Сергеем Есениным, который гостил в Ташкенте в это время у своих друзей. После демобилизации из армии в 1923 году Павел Дружинин вернулся в Москву, где опубликовал несколько своих поэтических сборников.
В 1927 году стихи Дружинина резко обругал Н. Бухарин в газете «Правда». Дружинина перестали печатать, он начал пить.
В 1933 году в своей книге стихов «Серебряный вечер» он опубликовал стихотворение «Поэт», посвященное памяти Сергея Есенина.
В годы Великой Отечественной войны П.  Д. Дружинин вернулся в родные места, много печатался в областной газете «Сталинское знамя», часто приезжал в Пензу, люди которой уважали своего земляка и порождали в нём творческое вдохновение.
Последняя книга Павла Дружинина «Большая земля» была издана в 1960 году.